# Európai őz
Az európai őz (Capreolus capreolus) (röviden gyakran csak őz) az emlősök (Mammalia) osztályának párosujjú patások (Artiodactyla) rendjébe, ezen belül a szarvasfélék (Cervidae) családjába és az őzformák (Capreolinae) alcsaládjába tartozó faj, mely Európa nagy részén és Kis-Ázsiában fordul elő, Korzika, Szardínia, Írország és Kelet-Európa keleti határa kivételével. Előfordulási területe a vadászat és más emberi hatások következtében a 19. század végén és a 20. század elején a mainál sokkal kisebb és elaprózott volt. Elterjedési területe ma a mediterrán országokban növekszik, részben természetes úton (új élőhelyek elfoglalása), részben betelepítés és repatriálás következtében.
Az őz Magyarország teljes területén előfordul. Az alföldi területeken a jelenlegi sűrűséget az 1960-as évek második felében és az 1970-es években érte el. Korábban inkább a domb- és hegyvidéki, erdősültebb területeken éltek nagyobb állományai.
A Capreolus emlősnem típusfaja.

## Elnevezései
Az őz hímje a bak, nősténye a suta, az őzek szaporulatának a neve bakgida illetve sutagida.

## Alfajai
- Capreolus capreolus canus Miller, 1910
- Capreolus capreolus capreolus (Linnaeus, 1758)
- Capreolus capreolus caucasicus Dinnik, 1910
- Capreolus capreolus italicus Festa, 1925

## Megjelenése
Az európai őz testhossza 95-135 centiméter, farka nagyon rövid, mindössze néhány centiméter, tömege Közép-Európában 15-30 kilogramm. A bakokat kis agancsuk alapján egyértelműen fel lehet ismerni. Meredeken emelkedik ki a homlokból, és az igazi szarvasokénál kevésbé irányul hátra, inkább felfelé. Eltekintve az Európába betelepített muntyákszarvastól és a Kínából idekerült víziőztől, nagyon finom alkatú, kecses testével, vékony, hosszú lábával és hosszú, karcsú nyakával az őz a szarvasfélék legkisebb európai képviselője. Fara felé enyhén nehezedő teste lehetővé teszi, hogy könnyedén bujkáljon a bozótban és az aljnövényzetben.
Az őz tömege és testméretei, valamint agancsképződése szoros összefüggésben állnak a helyi adottságokkal és a gondozással. Az átlagértékek tehát nem jellemzik egészen jól a tényleges viszonyokat. Amikor az őz megkapja téli bundáját, színezete szembetűnően megváltozik, a vörhenyesbarna nyári bundát szürkésbarnára cseréli fel. Ilyenkor a combok hátulsó felén lévő „tükör” csaknem egészen fehérnek tűnik, míg nyáron sárgásfehér alapszínű. Az állat rövid farkát a tükör szőrzete szinte teljesen eltakarja. Alkalmilag feketés példányok is előfordulnak, fehérek (albínók) nagyon ritkán. A gidák „gyerekruhája” fehér és fekete foltokkal mintázott, bundájuk később világosvörös-barnás színűre változik. A sutának a bakkal ellentétben nincs agancsa.

### Agancsképződés
A fiatal bak homlokán először többnyire egy kicsi, kívülről gyakran alig látható dudor, csap fejlődik, ezt télen ledobja. Az első igazi agancs egy körülbelül 10 centiméter hosszú nyárs, amely néha már el is ágazik, ezt a fiatal állat télen veti le. De csakhamar megindul az új agancs fejlődése az úgynevezett rózsatőről. Az agancs tavasz végéig nő, szőrös bőrrel fedett (dancsos), ezért sokkal vaskosabbnak és erősebbnek néz ki, mint amilyen valójában. A növekedés befejeztével a vérerekkel átszőtt háncs (barka) összezsugorodik és felszakadozik. A bak ezután kezdi letisztítani az agancsát (a fiatal bakoké még júniusban is barkás lehet), a bokrok ágait csapdossa vele, a fatörzsekhez dörzsöli vagy a talajba döfködi. Az egész úgy néz ki, mintha a tisztítandó agancs rendkívül csiklandozná a bakot, és időnként már szinte őrületbe kergetné. A teljesen kifejlett agancsszárnak általában három ága van (hatos). Az egyik előreirányul, a középső meglehetősen egyenesen felfelé, a harmadik nemritkán csaknem derékszögben hátrafelé. Ha az agancsnak több ága van, az már kivételesnek számít. Az agancs ritkán magasabb 30 centiméternél, de azért jól láthatóan az állat felmeredő fülei fölé emelkedik. A fiatal bakok agancsának gyöngyözöttsége gyengébb, mint az öregebbeké. Az agancs burjánzása vezet az úgynevezett parókás bakokhoz. Ezek agancsa többé-kevésbé formátlan, erősen barázdált tömeggé nő. Idősebb korban az őzbak is „visszarak”, de nem olyan erősen és feltűnően, mint a gímszarvas. A hatos agancs villássá fejlődhet vissza, emellett bütykösebbé válik, és veszít a hosszából is. Vannak bakok, amelyeknek vékony agancsa csaknem párhuzamosan áll, másoknál ismét a korábbitól eltérő forma alakulhat ki. Az agancs ágainak biológiai jelentősége, mint más szarvasféléknél is, abban rejlik, hogy amikor a vetélytársak harcolnak egymással, az ágak összeakadnak, és megakadályozzák a komolyabb sérüléseket, amelyek még a győztes bak számára is komoly következményekkel járnának.

## Életmódja
Az őz nyáron jellemzően magányosan, vagy kis családi csoportokban él, például suta az őzgidáival; ősztől tavaszig azonban kisebb-nagyobb csapatokat (rudli) formálnak. A nagyobb csapatok összetétele folyamatosan változik. Erdei területeken 4-8 egyedből, nyílt mezőgazdasági területeken 40-90 tagból álló csoportok is kialakulhatnak. A csoportképzés mértéke az élőhely jellegétől (fedettség és táplálékforrások) és az állomány sűrűségtől is függ. A tél folyamán a nyílt területeken a táplálékban gazdagabb részeken koncentrálódnak. A vadászati és vadbiológiai irodalom megkülönböztet „erdei” és „mezei” őzet, melyeket ökotípusnak is szoktak tekinteni. A kettő közötti különbségnek azonban genetikai okát nem lehet kimutatni. Valószínű, hogy a környezethez való rugalmas alkalmazkodás (viselkedés), illetve a jobb táplálékellátottság (nagyobb testméretek és szaporodás) az oka. Az őz szabad területen mintegy 10 évig is elélhet. Állat- és vadaskerti adatok alapján 15-17 év lehet a legnagyobb élettartam.

### Élőhelye
Az őz az erdős sztyeppék és a kis erdőfoltokkal tarkított mezőgazdasági területek szarvasféléje. Kedveli azonban a nádasokat, magas füves bozótosokkal tűzdelt térségeket is. Az erdők közül a nyitott, táplálékban gazdag, felújuló jellegűeket kedveli (vágásterületek, erdőtüzek utáni foltok). Az emberi hatások a történelmi időket tekintve az őznek kedveztek, például a zárt erdők kitermelése, szűz területek feltörése és a gyepesítés, intenzív mezőgazdálkodás. A viszonylag vékony hótakarót és a rövid hóborítást igényli. Elterjedésének északi határa a hozzávetőleg 30 cm magasságú tartós hótakaró vonalával esik egybe. A hegyvidékeket nem kifejezetten kedveli, 2400 méternél magasabban ritkán fordul elő.

### Táplálkozása

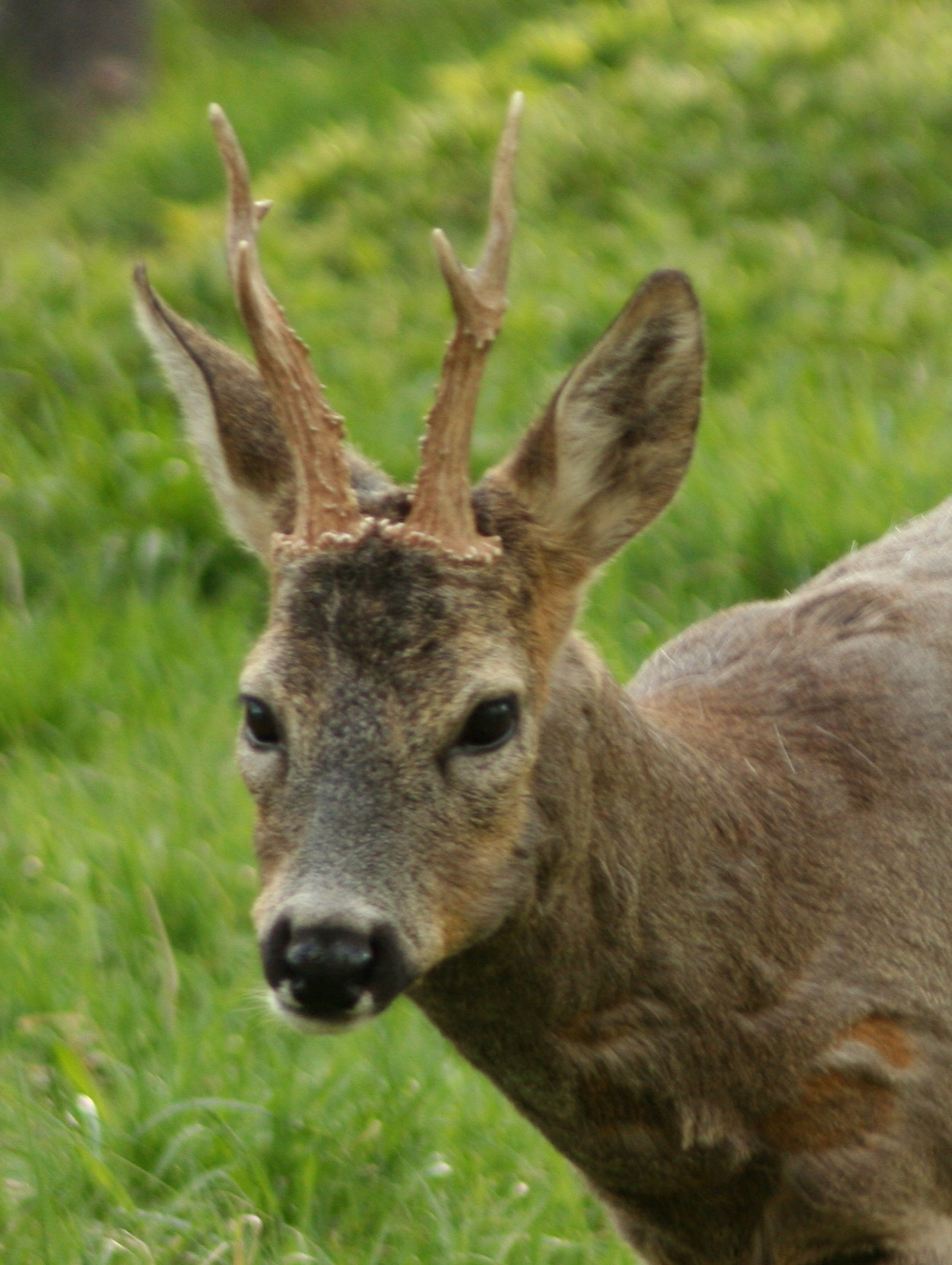
Őzbak

Az őz elterjedési területének egészét tekintve mintegy 1000 növényfajt fogyaszt. A táplálékfajok mintegy 25%-a fás szárú, 55%-a kétszikűekből és 15%-a egyszikűekből tevődik össze. Az északi és alpesi területeken a gombák és zuzmók fogyasztását is leírták. A téli, táplálékhiányos időszakban fenyőfélék tűleveleit is eheti. Az őz táplálkozására a nagyfokú válogatás a jellemző, a nagy energiatartalmú, magas víztartalmú és könnyen emészthető táplálékokat kedveli. Kis bendője és az emésztő csatornán való gyors áthaladás miatt gyakran, de kis mennyiségeket kell ennie. Rendesen a nap 24 órája során 5-7 alkalommal táplálkozik, a köztes időben rendszerint elfekszik és kérődzik. Legaktívabbak az esti és hajnali szürkület idején. A táplálék összetétele az évszakok és az egyedi szokások szerint is változhat, de a pillanatnyi elérhetőség erősebben befolyásolhatja az összetételt. Télen a rendelkezésre álló táplálék fogyásával a fogyasztott növények változatossága csökken, ami miatt az anyagcsere sebessége és a táplálékfelvétel is kisebb. Tavasszal az anyagcsereráta, az energiaigény és az emésztési folyamatok is növekszenek. Ősszel a koncentrált táplálékok (termések, magvak és gyümölcsök) fogyasztása emelkedik, összefüggésben a téli zsírtartalékok felhalmozásával.

### Ellenségei

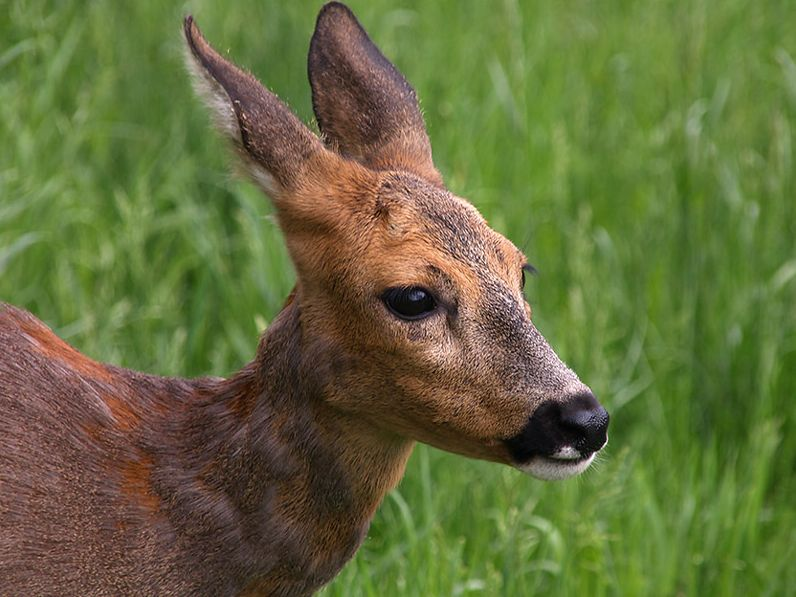
Őz portré

Ahol előfordul, a hiúz és a szürke farkas a legveszedelmesebb ragadozói. Az őzgidák ivarérettsége előtt jelentős veszteségeket okozhatnak az aranysakálok, rókák, és ahol előfordul, a vadmacska is. Főleg télen szintén nagy kárt okozhatnak az őzállományban a kóbor kutyák. Ilyenkor az őzek különösen érzékenyek a zavarásra energetikai kiszolgáltatottságuk következtében.

## Szaporodása

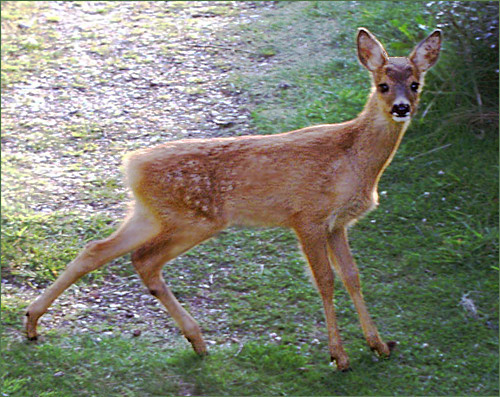
Őzgida

A bakok első életévük végére válnak ivaréretté. Ennek ellenére kicsi a valószínűsége, hogy többségük 3 éves kora előtt részt venne a szaporodásban. Ennek oka, hogy az őzbakok territoriálisak és kevés bak képes hároméves kora előtt territóriumot foglalni. A territórium birtoklása és annak minősége meghatározza, hogy egy-egy bak a párzási időszakban hány sutával párosodhat. Az őzbakok március és október–november között aktívak ivarilag, de az üzekedési időszak július-augusztusra korlátozódik. A suták többsége 14 hónapos kora körül válik ivaréretté, de számos adat bizonyítja, hogy kedvező táplálkozási körülmények között már életük első telére ivaréretté válhatnak. Az őz monoösztruszos faj, az ösztrusz jellemzően 36 óra időtartamú. Az őz az egyetlen szarvasféle, amelynek embrionális fejlődése nem folyamatos. A termékenyülést követően a magzati fejlődés megáll a morula stádiumban, amikor az embrió a méhbe jut. A magzat csak december végén, januárban ágyazódik be és az embrionális fejlődés csak ezt követően folytatódik. Ezt a késleltetett beágyazódásnak nevezett jelenséget nem a fotoperiódus szabályozza, hanem a blasztociták fejlődése. A késleltetett beágyazódás miatt a vemhesség ideje 264–318 nap között változhat. Az őzgidák április és július között születnek meg, nagy többségük május–júniusban. A kifejlett őzsuta jellemzően két őzgidát ellik, de előfordulhat három, sőt nagyon ritkán a négy utód is. A csak egy őzgidát ellő suták általában a fiatal és idős egyedek közül kerülnek ki, illetve az élőhely gyenge minőségét vagy a túlnépesedést (sűrűségfüggő szabályozás) jelzi az egy szaporulatot produkáló suták magas aránya. A megszülető őzgidák súlya 1-1,7 kg, teljesen kifejlett pettyes szőrzettel és látással jönnek világra. A születés utáni néhány napban gyakorlatilag védtelenek, ilyenkor éri őket a legtöbb ragadozók okozta veszteség. Az őzsuta a kicsinyeit néhány hónapig szoptatja. Az első hónapban naponta ötször, a másodikban 2-4 alkalommal, majd ezt követően egy-két alkalommal. A tejtermelés augusztustól kezd csökkenni és kora őszre teljesen elapad. Ritkán előfordul, hogy decemberig eltart a suta laktációja. Az őzgidák az elválasztáskor már teljes egészében növényi táplálékot fogyasztanak. A szaporulat növekedése gyors, kéthetes korukra születési súlyukat akár meg is duplázhatják, őszre a kifejlett testtömegük 60-70%-át érik el.

## Természetvédelmi helyzete
Magyarországon az őz kiemelt természetvédelmi oltalom alatt nem áll, természetvédelmi szempontból általános védelemben részesül. Vadászható állatfajról lévén szó, védelmét a vadászati szabályozás is biztosítja a vadászidényeken és az engedélyezett vadászati módszereken keresztül. A Berni Egyezmény III. Függeléke is védi.

## Őzgidákat veszélyeztet a kirándulók jóindulata
„Az egy-két hetes gidák még gyengék ahhoz, hogy a turisták közeledtére anyjukat követve elmeneküljenek. Veszély esetén ezért tökéletes rejtő színükben bízva lelapulnak az avarba, és úgy várják, hogy anyjuk visszatérjen hozzájuk. Sajnos a kirándulók egy része tudatlanul árvának hiszi az így egyedül talált állatot, és megsimogatja, vagy legrosszabb esetben magával viszi, hogy felnevelje. A fogságban a gidák azonban csak a legritkább esetben maradnak életben, a nagy stressz és az anyatej speciális összetevőinek hiánya miatt néhány hét vagy akár nap alatt elpusztulnak.”
Ha nem is viszik el a gidát, „a visszatérő anyaállat az idegen szagot megérezve már valóban sorsára hagyja gidáját, a fogságban pedig rövid idő alatt elpusztulnak”.

## Legfontosabb hazai irodalom
- Berdár, B. (szerk.) (1983): Az őz és vadászata. Mezőgazdasági Kiadó, Budapest, 175pp.
- Csányi, S. és Mátrai, K. (1988): Őzállományok ökológiája. A nemzetközi őzkutatások eredményei. Csányi, S. (szerk.). Állami Gazdaságok Országos Egyesülése, Vadgazdálkodási Bizottság, Budapest. 79pp.
- Festetics, P. (1941): Az őz tenyésztése, óvása és vadászata. Dr. Vajna és Bokor Kiadása, Budapest. 101pp.
- Szederjei, Á. (1959): Őz. Mezőgazdasági Kiadó, Budapest. 194pp.